# Umzingwane (Distrikt)
Umzingwane ist ein Distrikt in der Provinz Matabeleland South in Simbabwe. Er hat bei einer Fläche von 2780 km², 71.860 Einwohner (2022). Seine früheren Namen waren Esigodini, und bis 1982 Essexvale.

## Geografie
Er befindet sich nur wenige Kilometer östlich der Stadt Bulawayo. Der Distrikt liegt im nordöstlichen Teil der Provinz Matabeleland Süd. Er teilt die Verwaltungsgrenzen mit vier anderen Distrikten: Umguza im Nordwesten, Insiza im Osten, Gwanda im Süden und Matobo im Südwesten. Der Distrikt ist in zwanzig Wards aufgeteilt. Unter der traditionellen Führung ist der Distrikt in vier Teile unterteilt, die jeweils von einem traditionellen Häuptling (Chief) verwaltet werden.
Umzingwanerdc wird vom Fluss Umzingwane oder Umzingwani, einem linken Nebenfluss des Limpopo, zunächst von West nach Ost durchflossene. Daraufhin bildet er ein Stück der Ostgrenze.
Der Distrikt umfasst  semiarides Gebiet, in dem fast ausschließlich Viehzucht betrieben wird, die ihr Zentrum in West Nicholson hat.

## Wirtschaft
In einem Bergwerk in Sansukwe (21° 30′ S, 28° 22′ O) werden Diamanten durch die kanadische Placer Dome gefördert.